# ルイス・エルナンデス・ロドリゲス
ルイス・エルナンデス・ロドリゲス (Luis Hernández Rodríguez 1989年4月14日 - )は、スペイン・首都マドリード出身のサッカー選手。カディスCFに所属している。ポジションはDF。

## 経歴
1998年にレアル・マドリードのカンテラに入団。2007年にCチームでプロデビューするも、トップチームまでたどり着くことは出来ず、2011年にレアル・マドリード・カスティージャを退団。同年8月にベルギーのKAAヘントの入団テストを受けるも不合格に終わる。
2012年1月、当時セグンダ・ディビシオンに所属していたスポルティング・デ・ヒホンと契約し、Bチームに送られた。翌2012-13シーズンの9月2日のラシン・サンタンデール戦でトップチームデビュー。その後はヒホンの主力に定着し、2014-15シーズンはセグンダ・ディビシオンで2位に入り、2015-16シーズンは念願のプリメーラ・ディビシオンでのプレーが実現。8月22日の開幕戦のレアル・マドリード戦でトップリーグデビュー。チームは終始下位に低迷したが、エルナンデスは36試合で起用され、最終節でのトップリーグ残留に貢献した。
シーズン終了後はヒホンからの契約更新はなく、6月21日にプレミアリーグで2015-16シーズンリーグ優勝を飾ったレスター・シティFCと4年契約を締結。8月7日のFAコミュニティ・シールドでのマンチェスター・ユナイテッドFC戦でレスターデビュー。13日のプレミアリーグ2016-17シーズン開幕戦のハル・シティAFC戦でプレミアリーグデビューを飾った。
2017年1月24日、マラガCFに3年半の契約で移籍した。
2020年10月5日、マッカビ・テルアビブFCに加入した。
2022年1月31日、カディスCFに2023年6月30日までの契約で移籍した。